# 最低賃金
最低賃金（さいていちんぎん、英: Minimum wage）とは、労働市場のセーフティー・ネットとして、最低限支払わなければならない賃金の下限額を定め、使用者に強制する公的扶助制度のこと。
労働基本権に基づくもので、ナショナル・ミニマムのひとつ。 最低賃金の算定にあたっては、賃金は労働者とその家族の生活を保障する水準であるべきだという生活賃金 (living wage）が基準となる。最賃（さいちん）とも略される。
日本では、最低賃金法第1条において ｢この法律は、賃金の低廉な労働者について、賃金の最低額を保障することにより、労働条件の改善を図り、もつて、労働者の生活の安定、労働力の質的向上および事業の公正な競争の確保に資するとともに、国民経済の健全な発展に寄与することを目的とする。｣ と謳っている。発展途上国やフランス語圏の国では、広範に最低賃金が適用されている傾向がみられる。　
国内経済に合わない過度な引き上げの場合には、逆に機械化・勤務時間抑制による貧困層の増大、失業者の増加（とりわけ低スキル労働者）、未払い賃金の増加、最低賃金引上げによる物価上昇に伴う低所得層の消費減少といった低賃金労働者層ほど悪影響が起きる。自営業者など中小企業にも各種悪影響が起きる。多くの国で導入されているが、必ずしも全ての国内の労働者に適用されるものではなく、外国人労働者は対象外のような特定の層に対して減額や、適用除外が行われることがある。シンガポールでは、清掃業・警備業・造園業・エレベーターおよびエスカレーターのメンテナンス業務・小売業・飲食サービスと事務職とドライバー、ごみ処理部門の労働者といった一部職種を除いて、最低賃金制度は設置されておらず、賃金を労働力の需要と供給のバランスで決定している。
アメリカ合衆国の場合は、米連邦法は月30ドル（約4200円）以上のチップを貰う労働者には雇用側は時給2.13ドル（約300円）を支払うだけで良いと定められている。

## 歴史
アダム・スミスの『国富論』(1776年)では、最低でも家族を養うための十分な賃金が必要であり、賃金上昇なくして、国の経済は発展しないことを述べており、最低賃金制度・生活賃金（living wage）を支持するような考えが伺われる。しかし、その理論体系の成熟は、20世紀以降まで待たねばならなかった。
19世紀末のイギリス労働運動において、賃金は労働者とその家族の生活を保障する水準であるべきだという生活賃金 (living wage）思想が生まれた。
1890年にニュージーランドで56日間に渡って起きた港湾労働争議をきっかけにして、1894年に強制仲裁法が制定され、最低賃金制度が世界で初めて導入された。
1894年、イギリスの経済誌エコノミック･ジャーナルに論文「A Living Wage（生活賃金）」が発表され、生活賃金を「労働者が労働効率を最高の状態に維持し、市民権の義務を果たすために必要な余暇を提供するのに十分な年間賃金総額」と定義した。
ニュージーランドに続いて、オーストラリアで1896年に生活賃金（最低賃金）制度が導入された。1907年のオーストラリアの連邦調停仲裁裁判所のヒギンズ判事による最低賃金（基本賃金）に関する判決があった。この裁判は、ビクトリア州の製造業者マカイ (Hugh Victor McKay)の会社が製造した農機具への1906年物品関税法の適用除外を求めたものであった。当時、「公平かつ妥当な」賃金を支払っていると認めない限り、製造業者は物品税の形で関税を支払わねばならなかった。判事は、企業の収益性より労働者保護の点に注目し、請求を却下した。後に連邦最高裁から違憲が出るが、彼の示した原則は生活賃金への強力な論拠として受け容れられていった。
アメリカの経済思想家A.ライアンは、著書『生活賃金：その倫理的経済的様相』(1906年)で生活賃金の正当性を唱え、資産の無い成人男性が、家族を十分に養える収入として「公平な賃金」（Just Price）を雇用主に求める権利があると主張した。
イギリスの大蔵大臣だったPhilip Snowdenは、生活賃金の立法化を試みた。1909年にイギリスで産業委員会法が制定され、1911年に低賃金業種で働く労働者に対して、強制的に賃金を決定する機関として賃金委員会が設置された。翌年、アメリカマサチューセッツ州で、女性および若年者の労働保護を目的として最低賃金制度が制定された。1915年には、フランスで、衣料関連の家内労働者を対象に、最低賃金制度ができた。カナダでも同時期に導入された。
1928年6月16日には、ILOによって、最低賃金決定制度条約(ILO条約第26号)が採択された。1970年6月22日には、発展途上国を念頭に置いたILO条約の第131・135号も採択された。
2022年10月19日にEU加盟国に対して、労使交渉による最低賃金改定の重視、加盟国の慣行を尊重しつつも適正な水準の目安となる指標の設定、労働協約や法で定めた最低賃金による労働者保護の状況に関するデータの収集・報告などを求めた「適正な最低賃金に関するEU指令」が成立し、2024年に適用されている。
日本では、1947年（昭和22年）に制定された労働基準法において、行政官庁が最低賃金審議会の意見を聞いて最低賃金を定める旨の規定が置かれ、1959年の最低賃金法（昭和34年4月15日法律137号）によって、最低賃金制度が導入された。

## 決定方式
最低賃金制度に関するILO条約 (第26号) も最低賃金率の適用や低賃金労働者に対する所得保障、労使両方参加による協議の内容となっており、この条約を批准している諸国ではほぼ共通している。しかし、目的は同じでも、国によって、最低賃金の改定や決定の方法が異なっている。一般には4つに分かれており、ほとんどの国は上記の3つの方式によって、運用されている。しかしながら、同じ国でも、業種や地域によって異なり、決定方式が並立している場合がある。
OECD加盟国労働者の3人に1人は、その賃金と労働条件は労働協約によって決定されている。

### 審議会方式
労働側と使用者側をそれぞれ代表する同数の委員と中立委員から構成される審議会が最低賃金を決定するが、形式的にも実質的にも賃金委員会と呼ばれる審議会が決定権をもつ場合と、実質的には審議会が決定権をもつが形式的には決定権限をもつ者の諮問機関として機能する場合とがある。
- 前者の方式をとる国として、現在ベルギー、ある特定業種に賃金審議会を設置したかってのイギリス (1993年に廃止) などがある。
- 後者の審議会方式をとる国には、現在のイギリスやフランス、ドイツ、スペインなどの多くのEU諸国、および日本では、

また、労使のみの代表で構成される審議会で最低賃金が決定される場合、それはさながら団体交渉に近くなり、ベルギーは団体交渉の結果として最低賃金が決まる国と分類されている。 他に、イギリスではサッチャー政権下で規制緩和策が推進され、その一環として賃金審議会法が廃止された。しかしその後、1998年の最低賃金法により低賃金委員会が設置され、その推薦に基づいて政府が最低賃金を決定するという方式がとられている。そして、ドイツではかつては決定方式が労働協約方式のみであったが、2016年以降は、フランスとスペイン同様、審議会方式と労働協約方式が並立した国となっている。

### 法定方式
法律によって最低賃金を決定する方式であるために、その改定は一般の法改正と同じ手続きで行う必要がある。
- アメリカの連邦最低賃金は上院と下院での議会審議という立法過程を経て決められ、公正労働基準法（1938年制定）にその額が直接規定される。アメリカの各州には州法に基づいて州最低賃金制が存在するが、州によって様々であり、法定方式を中心に審議会方式や両者の併用などもみられる。州によっては、産業別・職種別の最低賃金も存在する。2009年以降は連邦最低賃金の改定がなく、物価上昇による実質的な最低賃金の低下を避けるため、およびFight for $15（最低時給15ドルへ引き上げるために闘う）運動による影響により、それを上回って最低賃金の水準を決める州が少なくない。 ただし、州によっては、最低賃金額は連邦のそれより同額、または低く決められる。これは適用労働者がほとんどの州で、州内のすべての労働者とされるのに対して、連邦最低賃金の場合、州際商業 (州相互間、または1州とその領域外の場所との取引、輸送、通信など) に関連した仕事に従事しているとか、一定の規模以上の企業で雇用されている、などの範囲が決められているからである。

### 労働協約方式
この方式は、労働組合と使用者との間の団体交渉で締結された労働協約上の賃金の最低額を、拡張適用法のもとに、協約の締結当事者 (組合員)以外の外部の労働者に対しても強制的に適用しようとするものである。ただし、元になる労働協約が、一定の地域内の特定の産業または職種の労働者のかなりの部分、すなわち法で決められた一定比率以上の者に適用されていなければならない。
- この方式をとる国として、ドイツ、イタリア、オーストリア、デンマーク、スウェーデン、ノルウェーなどがある。こうした各部門別の協約賃金の拡張適用の結果、経済全体で協約最低賃金によってカバーされる雇用者割合は、ドイツが54%(2018)、イタリアが100%(2019)、オーストリアが98%(2019)、デンマークが82%(2018)、ノルウェーが69%(2017)となっている[36]。
- オランダは団体交渉で締結された賃金を援用して政府が決めるとされているが、実質的には労働協約方式に分類できる。フランスでも労働協約方式が特定の業種で存在し、審議会方式による全国全産業の労働者に一律に適用される ｢発展のための全職業最低賃金｣(SMIC) と並存している。SMICを上回って特定業種の協約最低賃金が決められた場合、その拡張適用によって最低賃金が決められるという形である。これは基本的にスペインも同様である。
- 日本でも労働協約の拡張適用が法制化され、広島県と滋賀県の塗装製造業関係で実施されていたが、日本の労使関係にマッチしていないとして2007年の最低賃金法の改正により労働協約に基づく地域的最低賃金は廃止されることになった。

### 労働裁判所方式
オーストラリアやニュージーランドで採用されているもので、労働裁判所や労働委員会などの労使関係を調整する機関が労使の意見を聴きながら審議し、最低賃金を裁定したり、決定したりするものである。

### 減額・適用除外
以下の状況では、最低賃金の減額や、適用除外が行われることがある。
1. 労働生産性が低く、適用範囲から外れても危険が生じない状況においては最低賃金を払うことが困難な層
  - 例：若年者、学生、障害者、徒弟
2. そもそも高い所得や手厚い加護を受けており、最低賃金の保護が必要のない層 (ホワイトカラーエグゼンプション)[37]
3. 雇用関係が特殊なため、最低賃金を適用しないことが正当化される層
  - 例：管理職[37]、専門職（高度研究職）[37]、家事手伝、歩合給の者、外商セールス[37]、チップをもらっている者
4. 公的部門の被用者
  - 例：日本・フランスの政府一般職員

他には、事業所人数が10人未満のところは除外（バングラデシュ、スーダン、ミャンマーなど）、農業は除外（カナダ、パキスタンなど）といった国もある。
減額と適用除外とでは、減額とする国が一般的である。また、かつては女性に対する減額も一般的に行われていた。

#### 若年者への適用
若年者に対しては、大多数の国が減額を適用していないが、一部の国では企業の負担が軽減されることにより労働需要が生まれるとして、減額制度を適用している。
適用に際して、どの程度減額するか、何歳までを最低賃金の適用除外とするかは、国によって異なる。一般的には「18歳または17歳以下の労働者に5%から15%の間の率を減じた率を適用している」より引用（以下本文において若年者に対する減額率は、成人の最低賃金に対するもの）。
- オランダ
21歳以上は最低賃金を適用。21歳未満は最低賃金が減額される。減額率は、下表のとおりである。かつては最低賃金の適用年齢が最も高い23歳以上であったが、2018年1月から22歳以上となった。2019年7月以降は21歳以上である。また、変更に伴い、減額率の変更もあった[38]。

| 年齢         | 20歳 | 19歳 | 18歳 | 17歳 | 16歳 | 15歳 |
| ------------ | ---- | ---- | ---- | ---- | ---- | ---- |
| 減額率（％） | 20.0 | 40.0 | 50.0 | 60.5 | 65.5 | 70.0 |

若年者最低賃金を設定している考え方としては、オランダを例に以下のものがあげられる。
- 生産性：21歳未満の労働者の生産性は、一般より低い最低賃金を設定できるという考え方。
- 必要性：若年者は、通常家族と同居することが前提であるため、自ら労働をして、賃金を得るという必然性が低い。そのため、所得保障として一般の最低賃金を保証する必要はないという考え方。
- 就学との関係：若年者は、あくまで就学することが前提であり、一般と同じ最低賃金にすると、学業を怠けるなど悪影響を与えること。

なお、オランダでは2004年5月に制定された法律により年齢差別を禁止してるが、若年者最低賃金に関しては例外として維持している。また、13歳および14歳の労働について労働時間法（Arbeidstijdenwet - ATW）の規定により、学校の無い日に工業系の仕事でない軽微な仕事が認められている。ただし、学業を専念すべき年齢であるとの考えの基、最低賃金は適用外である。
また、一部の業種では、若年者最低賃金が適用されない、または、減額率が小さくなってしまう年齢になると解雇をしてしまう問題があり、中央労働団体（FNV）は、若年者最低賃金の撤廃と一般最低賃金を18歳から適用することを求めている。その要求に応える形で、一般最低賃金の適用年齢は23歳以上から21歳以上へと引き下げられている。また、オランダの隣国であるベルギー、ルクセンブルクの若年者への一般最低賃金の減額適用に対し、オランダの減額率は大きい。

## 最低賃金と雇用の理論
最低賃金法の雇用に対する影響の良し悪しは論争になっている。最低賃金に関する蓄積された諸研究の解釈を巡って、最低賃金が雇用に与える影響が負だという証拠はないという者もいれば、最低賃金の研究についてコンセンサスはないと結論づける者もいる。

### 理論的考察

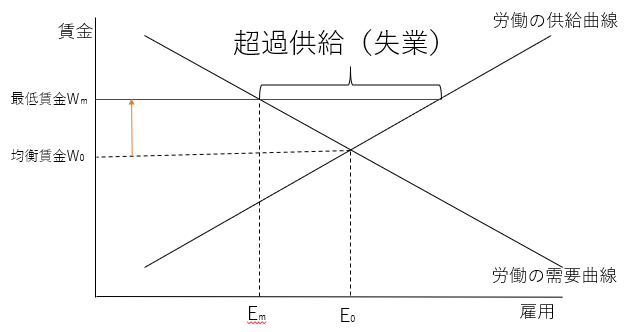
完全競争下における最低賃金と雇用の関係

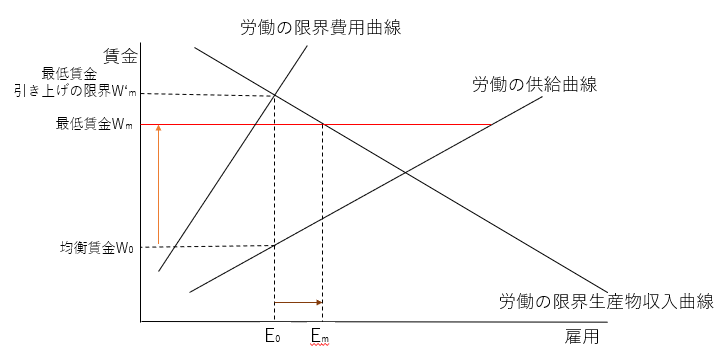
需要独占下における最低賃金と雇用の関係

元来、経済学者達は伝統的な完全競争モデルに基づき、最低賃金法を厳しく批判してきた。一般に経済学では、雇用量と賃金は労働の需要量（求人量）と供給量の一致する点（均衡賃金）で決定するため、失業は存在しないとされている。最低賃金法は社会保障の観点から、均衡賃金より低い場合は、それより高い水準に最低賃金を設定する。したがって、最低賃金を下回る労働生産性しか持たない人は雇用機会を奪われ、失業が発生するとされている。所得格差を是正するはずの最低賃金が、逆に格差を拡大させる可能性を生じさせるとされている。
ミクロ経済理論の代表的なものの一つに、最低賃金の存在がかえって低賃金労働者の厚生を引き下げるという命題がある。企業の労働コストを引き上げ、労働需要を減少させる最低賃金制度は、労働者の最低生活保証手段として有効なツールではないこと、労働市場の需給には直接介入せず、低賃金労働者への生活保障は事後的な政府からの所得移転によって行うべきであること、の二つの基本命題は、1990年代以降、主流派経済学者間のコンセンサスであり続けている。
しかし2013年現在、労働市場を完全競争だとみなすことの不備が、経済学者自身によって指摘されている。まず賃金の上昇は労働者に一生懸命働くインセンティブを与えるので、生産性が向上し、転職が抑止される。従って雇用者はこうした効果を期待して、均衡水準より高い賃金を労働者に与える傾向がある。ジョセフ・E・スティグリッツは、最低賃金法による賃金上昇は、こうした効果による賃金上昇により相殺されるため、最低賃金法は予想していたほどの悪影響を与えないかも知れないとしている。
また最低賃金法が長期的には雇用によい影響を与えるという意見もある。最低賃金法は短期的には低賃金労働者によって成り立っていた産業を壊滅させるかもしれないが、結果としてそれは労働者への投資を増大させる事に繋がり、長期的には生産性を増大させる可能性があるからである。たとえばスタンフォード大学の経済史家であるゲイビン・ライトによれば、最低賃金法は南北戦争から大恐慌の頃までのアメリカ南部での低賃金の解消に決定的役割を演じ、アメリカ南部の労働市場をより高賃金の産業へとシフトさせる上でダイナミックな役割を果たしたとしている。
別の指摘としては、労働市場は完全競争ではなく需要独占である可能性がある、というものがある。このモデルによれば、企業はその独占的立場を利用し、雇用の不当な縮小と賃金の不当な値下げを行う事ができてしまう。最低賃金法はこうした状況を改善するのに役立つとしている。さらに、短期的ではあるが、最低賃金の引き上げが右の図の W'm を超えない範囲においては、雇用が増加していく。ただし、長期的には、引き上げによって人件費増加し、利益が減少してしまうため、減少を理由に倒産する企業が出てくることが考えられ、その場合には雇用への減少圧力が働くことに注意する必要がある。
また、高い水準の最低賃金はワーキング・プアの問題をなくすという利点がある。高い最低賃金は、労働から得られる収入が失業時に生活保護から得られる額よりも高い事を保証し、結果的に失業者に職探しをさせるインセンティブをもたらすとされている。
カリフォルニア大学アーバイン校のニューマーク教授とFRBのワッシャーは、最低賃金が雇用へ与える影響を調べる上で、
1. 賃金引上げの影響は短期ではなく、長期で出てくることが多いこと
2. 特定の産業の影響だけでなく、低賃金労働者全体の雇用を分析すること
3. 最低賃金の引き上げは、低賃金労働者の中で雇用の代替を発生させる可能性があること

に注意する必要があるとしている。

## 議論
最低賃金を支持する側から労働者の生活水準の向上、労働意欲の増加、貧困の削減がなされるとされている。反対派からは非熟練者、若年層の雇用喪失など失業の増加が起こるとされている。
最低賃金引き上げは以下の正の効果がある。
- 低所得者層の世帯収入を増加させ貧困を減らす[50]
- 雇用者側によって支配される低賃金労働市場の機能改善[51]
- 産業の効率改善と自動化の促進[52]

最低賃金引き上げは以下の負の効果がある。
- 最低賃金だけでは貧困を緩和する効果はなく、失業よる貧困の増加[53]
- セルフレジよるレジ打ちなど低スキル労働者の削減[54]

## 引き上げと影響の実例
実証的には、雇用の縮小の効果が出たレベルで大幅に最低賃金を引き上げた政府例がなかったため、雇用の縮小効果は大きくないとの主張がされ、最低賃金引き上げが好影響・悪影響となるかを判断・確認できるような研究ができていなかった。
しかし 文在寅政権における大韓民国にて、実態経済状況と見合わない急激な引き上げが実施され、低賃金労働者に対する解雇や労働時間抑制といった雇用縮小の増加、景気不振に苦しむ中小企業を中心に未払い賃金総額が人口が約3倍の日本との同期間比較で14倍になるなど低所得者層へのマイナス効果が実証がされた。

### 実態経済に見合った引き上げ額時
1994年9月に「アメリカン・エコノミック・レビュー」に掲載されたデービッド・カードとアラン・クルーガーの論文は、ニュージャージー州とペンシルベニア州東部の410のファーストフードレストランを対象に、最低賃金引き上げによる雇用の影響を調査したが、減少が見られなかったと報告した。
経済産業研究所の森川正之によれば、最低賃金が全国一律のイギリスとは異なり、都道府県ごとに最低時給額が設定されている日本において、2019年時点の最低賃金引き上げでは、生産性を高める効果や非正規雇用の比率を低下させる効果が確認されなかった。
また、イギリス最低賃金委員会から委託されたランド研究所が2017年に発表した「The impact of the National Minimum Wage on employment A meta-analysis(全国最低賃金が雇用に与える影響 メタ分析)」によれば、1999年以降のイギリスでの最低賃金の引き上げによる雇用への影響を分析した1451もの研究をまとめてメタ分析した結果、パートタイム労働者に悪影響が見られたものの、全体的な雇用への悪影響を及ぼさないことが分かった。これは、最低賃金引き上げにより非正規雇用が減り、正規雇用が増えるからである。さらには、最低賃金引き上げによって賃金格差を減らし、低賃金労働者の生活水準を向上させる効果があることを明示している。
2019年8月に「アメリカン・エコノミック・レビュー」に掲載されたピーター・ハラストシとアッティラ・リンドナーの論文によれば、ハンガリーで2001年と2002年に最低賃金が大幅に引き上げられた時（2000年：2万5500ハンガリーフォリント→2002年：5万ハンガリーフォリント）、国際競争にさらされている貿易財産業（大企業が多い）の雇用が減少し、そうでない非貿易財産業では消費者に負担させる形（2%の価格上昇）で価格転嫁を行った。また、この引き上げにより、最低賃金労働者29万人のうち、約3万人（総雇用の0.076%）が職を失い、残りの26万人は60%の賃金上昇の恩恵を受けた。最終的には、最低賃金引き上げによって増加した労働費用の内、77%を価格を上昇させた商品を購入した販売先が負担し、残りの23%を利益の減少を受ける形で雇用者が負担した。
ビル・クリントン政権であった1996年に最低賃金が引き上げられた際に、失業率の上昇はみられず、低所得者層の給料が増加した。
イギリスでは、1999年の全国最低賃金再導入後、最低賃金の引き上げに対して、経済社会にプラスの影響を及ぼしている。
なぜなら、全国最低賃金だけでなく、税額控除や職業訓練などの他の政策も用いて、低所得者対策をしたこと、引上げペースを経済状況に応じて調整したからである。
その結果、最低賃金が1999年から2019年までの20年間の間に約2.3倍（1999年：3.60ポンド[22歳以上]→2019年：8.21ポンド[25歳以上]）もの引き上げが行われたにもかかわらず、その間の失業率は、2008年のリーマンショックやその後に深刻化した欧州債務危機を除いて、減少している。また、1999年から2018年までの平均経済成長率（名目）は、日本の0.9%を上回る1.9%と高い水準を維持してきている。
そして、「全国生活賃金」が導入されたことによる2010年代後半の最低賃金引上げによる影響について、イギリス最低賃金委員会により2022年5月18日に公表した「The National Living Wage Review (2015-2020)」によれば、以下の影響があったことが挙げられている。
1. 賃金上昇をもたらし、全国生活賃金額で働いている労働者がいる世帯はいない世帯に比べて賃金上昇の度合いが大きかったが、低所得層向け給付の削減(支給額の改定凍結、収入増に対する給付の減額)の影響により、世帯全体で見た所得増加率が変わらないこと。
2. 雇用に対する影響はパートタイムで働く女性の雇用がわずかに減少した可能性があること以外は、なかったこと。また、低賃金企業ほど採用抑制の方向に働いたため、雇用の伸び率は相対的に小さくなっている。
3. 離職を抑える効果があること。なぜならば、最低賃金引き上げにより、高賃金の仕事との差が狭まったためである。
4. 最低賃金層における賃金格差縮小の効果が確認されること。また、縮小により男女差（低賃金の仕事に就きやすい女性の賃金上昇）と地域間（賃金水準が低い地域に住む低賃金労働者達の賃金増加）の格差も縮小している。エスニシティ(人種・国籍)間の賃金格差も同様である。
5. 生産性向上効果が確認されないこと。これは投資不足によるものであり、特に小規模企業は投資削減する傾向にあった。また、投資を行った企業でも新技術導入しても利益につながらないケースがあった。さらに一部では、生産性向上のため仕事量を増やしたり、要求する成果を高くしていたが、全国生活賃金労働者の比率が高かった産業・地域では、それによる生産性上昇が確認されていない。

### 過度な引き上げ時のマイナス影響
オーストラリアでは、トヨタ、フォード、ホールデンなどの撤退が相次いでおり、2017年には自動車の生産拠点が無くなるなど、製造業全体が先細りして雇用が減少しているが、この原因として、経済成長で最低賃金が上昇し、国際的な競争力を失ったためとの意見がある。
アメリカ合衆国では、2023年11月時点カリフォルニア州のファストフード店従業員の最低賃金時給が16.60ドル（約2480円）であり、この時点でも全米で最も高い最低賃金である。しかし、2024年4月から「最少20ドル（約3000円）」に引き上げられることになり、の「大幅な人件費の上昇」のために商品の価格が上がった。最低賃金引上げに伴う値上げごとに来客数自体も減り、低所得層の消費が減少している。低所得層はファストフードを値上げで食べられなくなり、より安価な代替品として、「大衆向けのスーパーマーケット」へと移動した。アメリカ合衆国における最低賃金の値上げで一番打撃を受けるのは「低所得者」だと指摘されている。

#### 韓国
大韓民国では共に民主党のムン・ジェイン政権の掲げた「所得主導成長」政策で、所得分配に偏った政策を行った結果、重い企業負担を強いて、企業に経営改善の余地を与えなかったこと、2018年に経済事情を無視し、過去17年で最大の上げ幅となる最低賃金の17％引き上げを行ったことからである。その結果、失業率の上昇という形で実体経済を悪化させ、2018年1月に投資や求人抑制と低所得層の収入減少という逆効果をもたらした。2019年1月の失業率は、リーマンショックで記録した2010年1月の4.7%に迫る4.4%まで悪化した。
文在寅前政権が最低賃金を一気に引き上げた影響で、韓国国内の就業者増加幅が一気に縮小し、国内下位20％階層の所得を引き上げ前の37％も減少させた。文在寅政権は統計基準と計算方法を変更し、「最低賃金引き上げによる肯定的な効果は90％」と主張した上で、変更指示に従わない統計庁長を更迭した。
急激な引き上げで無人機械化や解雇、労働時間抑制が広がった。
他に、OECDが急激な引き上げが行われた後の2018年6月に発表したリポート時点では、ムン・ジェイン政権による最低賃金上昇幅は加盟国でも前例がなく、さらに最低賃金を上げる前に「今年の経済的影響を評価するよう」にとムン大統領に警告している。
2021年に韓国銀行は最低賃金の急激な引き上げについて報告書で「雇用員のいる自営業者に集中した雇用衝撃は通貨危機当時とほぼ同じ様子」とし、1990年代後半の国際通貨基金（IMF）事態とほぼ同じ水準の雇用へのダメージと記載している。しかし、最終的に韓国ではムン・ジェイン政権下の5年間で最低賃金累積引上げ率は41.5%であり、同期間の日本（13%）より3倍以上の速度で引き上げられた。韓国の最低賃金上昇率は、同期間のG7より最大7.4倍も高い引き上げ率であった。このような経済成長の速度に見合わない過度な最低賃金引き上げによる逆効果が統計にも現れ、物価上昇も刺激する悪循環の影響が憂慮されている。
韓国統計庁によると最低賃金の引き上げは、2021年の雇用者がいる自営業者数が2018年比で34万4000人減少し、逆に誰も雇わない「一人社長」は21万9000人増加し、低所得層の雇用減少に繋がった。 韓国経営者総協会によると、2021年最低賃金を受け取れてない労働者割合が全体賃金労働者の内、日本2%、英国1.4%、米国1.2%である。それに対して、同年韓国国内で最低賃金を受け取れてない労働者が321万5000人で全体賃金労働者の15.3%であり、2001年4.3%から11%急騰している。全国カフェ社長協同組合の理事長は「週休手当てと4大保険負担金を合わせれば実質的な最低賃金は1万2000ウォン」「耐えられないほど最低賃金が上がれば特別な技術がない人や社会的弱者の働き口がそれだけ減りかねない」と述べている。そのため、払えない小規模商工業者や中小企業が続出した。低所得労働者を救うとして推し進められた政策が未払い賃金問題を引き起こし、未払い賃金件数が人口約2.5倍である日本の14倍となっている。短期的に失業率は上昇したが2021年の失業率は3.7%であり2017年以来の低さであった。ただし、韓国の失業率が実感よりも統計上では低くなる理由として、(1)15歳以上人口に占める非労働力人口の割合が高いこと、(2)非正規労働者の割合が高いこと、(3)自営業者の割合が高いこと等がある。
デービッド・アトキンソンは韓国の経済成長率に着目、特に何もなかった日本の成長率の方が低いことからムン・ジェインの行った最低賃金の引き上げは成功と結論づけている、また最低賃金の影響は雇用の増減ではなく、経済成長率で判断されるべきと主張している。
ただし、ロイター、中央日報、朝鮮日報は、過度な最低賃金引き上げで低所得者層が解雇、労働時間削減による収入の減少、近隣諸国比較で高い未払い賃金などを報道している。 
文政権による引き上げのため、韓国国内就業者の増加幅が一気に縮小し、所得下位20％階層の所得が37％も減少した。この結果に不満を持った文在寅政権は、統計の基準と計算方法に変更し、「最低賃金引き上げによる肯定的な効果は90％」と主張した。

## チップ制度と最低賃金減額規定
チップ文化があるアメリカ合衆国の場合は、米連邦法で一定以上のチップを貰っている労働者には雇用主は、最低賃金を支払わなくてよいとの規定がある。 2023年時点で最低賃金は7.25ドル(約1000円)であるものの、月30ドル(約4200円)以上のチップを受け取る労働者には、雇用主は本来の最低賃金を大きく下回る2.13ドル(約300円)を支払うだけで良いと定められている。ヒューストン・クロニクル紙のレジーナ・ランケナウは無人支払い機でさえもチップが要求されることに嫌悪感を示し、最低賃金不足分を雇用主の代わりに客に負担させるチップ制度自体に疑念を呈している。アメリカでもチップへの嫌悪感、「チップ疲れ(tip fatigue)」が広がっている。

## 代替案
いくらかの経済学者は最低賃金に代わる制度を提案している。大竹文雄は「賃金規制という強硬手段で失業という歪みをもたらすのではなく、税・社会保障を用いた所得再配分政策で貧困問題には対応するべきである」と指摘している。
また、川口大司によれば、貧困対策の選択肢として給付付き税額控除である勤労所得税額控除(Earned Income Tax Credit)を提案しており、生活保護と比べて、就労意欲を促し、低賃金労働者の就業率を向上させる利点があるとしている。一方で、制度設計を慎重に行わないと、企業の賃上げが行わなくなり、却って労働者の賃金を下げてしまう恐れがあること、そして対象を限定してしまうと、対象外の労働者の就労意欲が無くなってしまう欠点があることを指摘している。
『法と立法と自由』を著したフリードリヒ・ハイエクのように労働市場への不介入の原則と法の支配による個人の生存権の保護を両立させるために『ベーシックインカム』を主唱する経済学者もいる。
- 負の所得税[43]
  - 給付付き税額控除[43][45]
  - ベーシックインカム[43]

## 各国の状況
以下は、各国の法定最低賃金およびその推移である。なおデフレーションなど、物価変動の調整は行われていない。

### 欧米
- ルクセンブルク - 月2,637.79ユーロ※18歳以上(18歳以上の熟練工等、一部の労働者は、20%加算され3,165.35ユーロ)［2025年1月現在］[79]
- アイルランド - 時給13.50ユーロ（2025年1月現在） ※20歳以上（2018年雇用雑則法より簡素化され、勤続年数や研修中か関係なく年齢のみとなった。20歳未満は減額適用され、19歳は最低賃金額の90%、18歳は80%、18歳未満は70%となっている。）[80][81]
- オランダ - 時給14.40ユーロ（2025年7月現在）※21歳以上(見習いは除く)[38]
- ベルギー - 月2,081.89ユーロ(2025年2月現在)※18歳以上。ただし、18歳未満と交互職業訓練からの利益を受けない職務経験の無い18歳以上20歳以下の研修生は若年者減額適用を受ける。また、勤続月数による加算制度があり、勤続12ヵ月以上24ヵ月未満は20歳以上の労働者が、勤続24ヵ月以上は22歳以上の労働者が加算される。20歳以上で勤続12カ月で2,095.86ユーロ。22歳以上で勤続24カ月で月2,115.48ユーロ、勤続36カ月で月2,121.81ユーロ[82][83]ただし、公共部門の雇用者、見習労働者、訓練生は除く。
- フランス - 月1,801.84ユーロ、時給11.88ユーロ（2024年11月現在）[84][85][86]。
- ドイツ -時給12.82ユーロ（2025年1月現在）[87][88]　2026年1月より13.90ユーロへ、2027年1月は14.60ユーロへ引き上げる予定である[89]。
- スペイン -日給37.8ユーロ、月1,134ユーロ、年1万5,876ユーロ（賞与2カ月を足した14カ月分）（2025年1月1日時点）[90][91]
- チェコ -月2万800コルナ（民間企業労働者）（2025年1月現在）[92][93][94]。公的機関は、別途最低賃金額が定められている。将来は、2029年に平均賃金額の47％に引き上げることを目標としている[93]。
- ハンガリー -月29万800フォリント(高卒以上で資格を持つ熟練労働者は18歳以上の熟練労働者は、34万8,800フォリント)［2025年1月現在］[95]
2026年は32万8,600フォリント、2027年は37万4,600フォリントへ引き上げる予定であるが、2025年から2027年の間に主要経済指標のインフレ率、GDP成長率、平均賃金上昇率（最低賃金の引き上げの根拠となったもの）がハンガリー政府が想定する政府の一定水準から乖離した場合は、必要に応じて、ハンガリー政府と使用者側代表と被雇用者側代表で構成される「常設協議フォーラム（VFK）」で再交渉して変更する可能性がある。また、高卒以上で資格を持つ熟練労働者は18歳以上の熟練労働者は、インフレと生産性に基づいて調整される予定である。
- トルコ-月給22,104.67リラ（社会保険料・所得税控除後の手取り額） [2025年1月現在][96][97][98]

### オセアニア
- オーストラリア - 週948.00、時給24.95豪ドル（2025年7月～2026年6月）[99][100]
- ニュージーランド - 時給23.50NZドル（2025年4月～2026年3月）※16歳以上。ただし研修期間中の場合は、18.80ドル（2025年4月～2026年3月）[101][102]

### アジア
- 大韓民国 -全国一律時給10,030ウォン（2025年1月現在）[103][104]　2026年1月より時給10,320ウォン[105]
- 中華人民共和国の場合は地域により、最低賃金が異なる。（2025年9月1日時点で、最高：上海[月額2,740元]～最低：遼寧省3類の1,700元）[106][107][108][109][110]
  - 上海市 - 月2,740元 (2025年7月現在）［ただしパートの時給は25元］[107]
  - 深圳市 - 月2,520元(2025年3月現在)[111][112]
  - 広州市 - 月2,500元 (2025年3月現在)[111][112]
  - 北京市 - 月2,540元(2025年9月現在)［但しパートの時給は14.6元］[108][109]
- 香港- 時給42.1香港ドル(2025年5月-2026年4月) [113][114][115]。
また、外国人家政婦の場合は、月給4,990香港ドル（ただし最低月給とは別に、食費手当も1,236香港ドル支給する義務がある。）(2024年9月28日現在)[116]
- 中華民国 - 時給190ニュー台湾ドル、月給28,590ニュー台湾ドル（2025年1月1日現在）[117][118][119]。
- モンゴル - 月79万2,000トゥグルク（2025年4月1日現在）[120]
- 朝鮮民主主義人民共和国 - アメリカ国務省の2023年国別人権報告書[121]によれば、最低賃金制度はない。ただし、開城工業地区では定められていた。
  - 開城工業地区（北朝鮮従業員） - 月73.87ドル（2015年8月時点）[122]※2016年の北朝鮮によるミサイル発射実験により運用停止される前であることに留意する。（現在は韓国との協議を経ず、無断で北朝鮮により運用再開される。）
- インドの場合は、複雑な最低賃金システムを用いており、2014年末時点で、中央政府は45職種、州政府は延べ1,822職種について最低賃金を定め、随時改定していた[123]。その後、2019年8月に1948年最低賃金法・1936年賃金支払法・1965年賞与支払法・1976年均等報酬法の4つの法律を統合し再編して成立した2019年賃金法典[124]より今まで中央政府および州政府にも定められなかった業種も含め全ての業種が対象となり、最低でも5年に1度は必ず改定することと中央政府が定めた最低賃金基準（floor wage）を下回ってはならないと定められている。
しかし、インド憲法の定めにより労働分野に関する法制度は中央連邦政府と州政府の共同管轄になっており、連邦法の改正を施行するためには各州が施行規則を発行する必要があるが、一部の州ではその発効がなされていないこと、そして労働組合による大規模なストライキにより経済に悪影響が出るのを恐れ慎重になり労働組合とインド労働雇用省による協議が滞っているため、一部条文が即時施行された以外は、ほとんどの主要規定が2024年5月時点でまだ施行されていない。また、モディ政権は2025年4月1日施行を目指している[125][126]。
  - 全国最低賃金水準（National Floor Level Minimum Wage） - 日額178ルピー（2019年7月現在）[127]
  - 中央政府（未熟練農業労働者） - A地区：日額514ルピー B地区：日額470ルピー C地区：日額465ルピー（2025年4月時点）[128]
  - デリー（未熟練労働者） - 月収18,456.00ルピー（日額710ルピー）（2025年4月時点）[128]
  - ウッタル・プラデーシュ州（未熟練労働者） - 月収10,994.21ルピー（2025年4月～2025年9月）但し、ビディ製造業（月収8,588ルピー）は除く。[128]
  - マハーラーシュトラ州 (ホテル・レストランで働く未熟練労働者) - Ⅰ地区：月収14,116ルピー、Ⅱ地区：月収13,816ルピー、Ⅲ地区：月収13,616ルピー（2025年1月～同年6月）[128]
  - ビハール州（未熟練農業労働者） - 日額391ルピー（ただし、トラクターなどの収穫作業をした場合を除く。）（2024年10月現在）[128]
  - チャッティースガル州（未熟練労働者） - A地区：日額429.00ルピー B地区：日額419.00ルピー C地区：日額409.00ルピー（ただし、毛布製造やセメント製造、化学や医薬品製造など９業種は日額がそれぞれの地区で0.85ルピー増額。農業は、地区問わず日額306.00ルピー）（2025年4月～2025年9月）[128]
  - ナガランド州 （未熟練労働者）- 日額176ルピー（ただし、荷物の積み込みと積み下ろし作業は重量による出来高制であり、トラックの積み込みは、木材の大きさによる。）（2019年6月現在）[128]
  - ハリヤーナー州 （未熟練労働者）-日額432.97ルピー（2025年1月現在）[128]
- シンガポール　一部の業界や職種に適用されている。それぞれの最低月給は以下のとおりである[129]。
  - オフィスビルやホーカーセンター（屋台が集まったフードセンター）等で働く一般的な清掃員：月額1,910シンガポールドル以上(2025年7月1日時点)
  - 公共の場所を清掃する一般的な清掃員：2,325シンガポールドル以上(2025年7月時点)
  - 外部委託業者に雇われた警備業で働く労働者：2,870シンガポールドル以上（2025年1月時点）
  - 企業に直接雇用された警備業で働く労働者：2,315シンガポールドル以上（2025年1月時点）
  - 造園業で働く労働者：1,950シンガポールドル以上（2025年7月時点）
  - エレベーター・エスカレーターのメンテナンス業務に従事する労働者：2,525ドル以上（2025年7月時点）
  - 小売業で働く労働者：2,175ドル以上（2024年9月時点）
  - ファーストフード店やフードコート等ファストフード・クイックサービスレストランで働く労働者：2,080シンガポールドル以上（2025年3月1日時点）
  - ケータリング業者・セントラルキッチンや給仕スタッフがいるレストランで働く労働者：2,180シンガポールドル以上（2025年3月1日時点）
  - 事務職で働く労働者：1,980シンガポールドル以上（2025年7月1日時点）
  - ドライバー：2,190シンガポールドル以上（2025年7月1日時点）
  - ごみ処理部門の労働者(運転手)：3,030シンガポールドル以上(2025年7月1日時点）
  - ごみ処理施設で働く労働者：2,630シンガポールドル以上(2025年7月1日時点）
  - リサイクル処理施設で働く労働者：2,530シンガポールドル以上(2025年7月1日時点）
- タイ
  - バンコク - 月12,000バーツ（日額400バーツ）（2025年7月1日時点）。ただし、プーケット県、チャチューンサオ県、チョンブリー県、ラヨーン県、スラートターニー県のサムイ島の4県1郡やバンコク含めたこれらの地域以外にあるホテル（2つ星以上、または客室数50室以上）やホテル内の施設（タイの「娯楽施設法」で指定されるレストラン、カラオケ、パブなど）は日額400バーツが適用される[130][131]。
- ベトナム
  - ホーチミン - 月496万ドン(時間額2万3,800ドン)（2024年7月現在）[132][133]［2022年6月まで職業訓練を受けた労働者に対してはこの最低賃金より少なくとも7%上乗せした給与[134]。2022年7月以降は、上乗せの規定はなかったが、労働者の同意がない限り、引き下げることは出来ない[135]。］2026年1月より、月531万ドン(時間額2万5,500ドン)[136][137]
- フィリピン
  - マニラ - 日給695ペソ(非農業部門、2025年7月18日現在）[138]
- インドネシア
  - ジャカルタ - 月給539万6,761ルピア(2025年1月現在。但し、織り物、衣類などの製造業や、ホテル・サービス、金融サービスなど計18業種の一部の職種は業種別最低賃金（UMSP）が適用される。）[139]
- ミャンマー - 日給6,800チャット(2024年8月1日現在）。ただし、6,800チャットの内2,000チャットは手当であるため、残業代は4,800チャット（時給800チャット）に基づいて支払われる[140][141]。
- マレーシア - 月1,700リンギ（2025年8月現在。週の営業日数によって日給が異なっており、週6日は65.38リンギ、週5日は78.46リンギ、週4日は98.08リンギ。それ以外の場合は時給で8.72リンギ）
最低賃金額は、基本給のみであり、その他の手当は含まれていない[142]。
- カンボジア - 月額208ドル[2025年1月現在]　対象は縫製・製靴業に従事する労働者のみであるが、慣習により他分野の製造業はこの最低値賃金額に基づいて適用されている[143][144]。
また、最低賃金に加えて10ドルの皆勤手当、7ドルの居住・通勤手当（月14日以上勤務した労働者が対象）、食事手当（1日2,000リエル）、勤続年数2年目から11年目の労働者に支給される勤続手当（月額2ドルから11ドル）などの福利厚生については引き続き受け取ることができる[144]
2021年から出来高制の給与体系の企業では労働職業訓練省が出した省令の限りではないが、支払金額が最低賃金を下回らないことと明記された[145]。2か月の試用期間中は、2024年1月時点で月額202ドルであるが、2025年1月以降は改定に合わせ増額する[146]。
- ラオス - 月額250万キープ(2024年10月現在。ただし、最低賃金額は160万キープであり、月額250万キープは生活支援金90万キープを加えた額である。2024年10月20日時点のアメリカドル換算で、約114.67ドル)[147]。なお、生活支援金を除いた最低時給換算では約7,692キープであると同時に未経験労働者の基本給ベースである。また食事や宿泊、送迎などの手当や時間外勤務は含まれていない[147]。
- バングラデシュ - 月額1万2,500タカ(2023年12月現在)。対象は縫製業に従事する労働者のみで、熟練度に応じて4区分で分けられ、最高はグレード1の15,035タカ。なお、輸出加工区内（EPZ）で働いている場合は別途グレード別の賃金が定められている[148]。

## 各国間の格差
EUでも加盟国間における最低水準の格差が指摘されている。

### EU加盟国
GDPの場合
2006年1月時点：約11.7倍（最高： ルクセンブルク[月額1,503ユーロ] 最低： ラトビア[月額129ユーロ]）
2009年1月時点：約13.3倍（最高： ルクセンブルク[月額1,642ユーロ] 最低： ブルガリア[月額123ユーロ]）
2020年2月時点：約6.9倍（最高： ルクセンブルク[月額2,141.99ユーロ] 最低： ブルガリア[月額311.89ユーロ]）
2025年1月時点：約4.8倍（最高： ルクセンブルク[月額2,637.79ユーロ] 最低： ブルガリア[月額550.67ユーロ]）
購買力平価で換算した場合
2006年1月時点：約5.9倍（最高： ルクセンブルク[月額1,417ユーロ] 最低： ラトビア[月額240ユーロ]）
2009年1月時点：約5.9倍（最高： ルクセンブルク[月額1,413ユーロ] 最低： ブルガリア[月額240ユーロ]）
2020年1月時点：約2.9倍（最高： ルクセンブルク[月給1,562.37ユーロ] 最低： ラトビア[月給538.35ユーロ]）
2025年1月時点：約2.3倍（最高： ルクセンブルク[月給2,125.80ユーロ] 最低： ブルガリア[月給909.39ユーロ]）
フルタイム労働者賃金に対する法定最低賃金の比率（EU)
中央賃金の場合（2022年時点） 最高： ポルトガル（0.663） 最低： ラトビア（0.389）
平均賃金の場合（2022年時点） 最高： スロベニア（0.516） 最低： ラトビア（0.319）

### OECD加盟国
OECD加盟国間内の実質最低賃金格差（ドル換算）GDP（2023年実質為替レート）の場合
2000年：約18.9倍（最高： オーストラリア[時給13.00ドル] 最低： メキシコ[時給0.69ドル]）
2010年：約20.2倍（最高： ルクセンブルク[時給13.98ドル] 最低： メキシコ[時給0.69ドル]）
2020年：約14.5倍（最高： ルクセンブルク[時給15.14ドル] 最低： メキシコ[時給1.04ドル]）
2023年：約12.4倍（最高： ルクセンブルク[時給15.97ドル] 最低： コロンビア[時給1.29ドル]）
GDP（2023年実質為替レート）で見た最低賃金の最低額において、長らくメキシコであったが、2022年よりコロンビアへと変わった。
購買力平価（2023年基準）で換算した場合
2000年：約12.2倍（最高： ベルギー[時給13.78ドル] 最低： メキシコ[時給1.13ドル]）
2010年：約13.1倍（最高： フランス[時給14.86ドル] 最低： メキシコ[時給1.14ドル]）
2020年：約9.1倍（最高： オーストラリア[時給15.70ドル] 最低： メキシコ[時給1.72ドル]）
2023年：約6.8倍（最高： ルクセンブルク[時給16.39ドル] 最低： メキシコ[時給2.40ドル]）
※メキシコの最低賃金(一般向け)は、2025年1月時点で日給278.80ペソ（13.71ドル）、北部国境地域は日給419.88ペソ（20.65ドル）である。2023年は、日給207.44ペソ、北部国境地域は日給312.41ペソであり、2025年は2023年に比べてどちらも約1.34倍である。
※コロンビアの最低賃金は、2025年1月時点で月給143万2,500ペソ（米ドル換算で約325ドル。月収が最低賃金の2倍を下回る労働者には、別途交通費補助20万ペソ/月を支給）
なお、2023年が2010年に比べて格差が縮まった理由は、メキシコ大統領が2018年12月1日にAMLO大統領へと政権交代したことで、全国最賃評議会(CONASAMI)会長を27年間務めた守旧派のバシリオ・ゴンサレスが大統領就任して13日後に解任されたことにより、最低賃金額の増額を抑えていた人物がいなくなり、最低賃金額を増加するようになったことによるものである。
フルタイム労働者賃金に対する法定最低賃金の比率（OECD)
中央賃金の場合（2023年時点）
最高： コロンビア（0.913）
最低： アメリカ合衆国（0.260）
平均賃金の場合（2023年時点）
 最高： コスタリカ（0.716）日給11,953.65コロン（特定産業の単純労働者の場合）、日給358,609.50コロン（特定産業以外の単純労働者）[2024年1月現在]　資格の有無や仕事のレベル、学歴により最低賃金額が異なる。
最低： アメリカ合衆国（0.183）

### 世界
1人当たりGDPに対する法定最低賃金の比率(2023年時点)
最高： パレスチナ（1.81）（最低月給1,880シェケル 最低時給：10.5シェケル。2022年1月より適用されているが、ガザ地区の最低月給未満の労働者[ガザ地区で働く全労働者の約93%で約12万6,000人]の平均月給は736シェケル、ヨルダン川西岸地区[ヨルダン川西岸地区で働く全労働者の約12%で約3万6,000人]は1,432シェケル[2023年9月時点]）
※ガザ地区で働く最低月給未満の労働者数と割合及び平均月給は2023年10月7日に開戦した2023年パレスチナ・イスラエル戦争前であることに留意する。
最低：
 ジョージア（0.01）(2016年時点で、公的部門労働者は最低月給135ラリ、民間部門労働者で20ラリ。ただし、民間部門労働者の最低賃金は適用されていない。公式の最低収入レベルは、個人で月額156ラリ、4人家族で277ラリ）
※最貧国の一部ではGDPが比較的低いため、最低賃金の比率が高くなることがあることに留意する。また、最低賃金制度や団体交渉に基づく産業別労働協約などで規定された最低賃金が導入されなかったり、特定分野にしか適用されていないため、比率が0となっている国（カンボジア、シンガポール、トンガ等）は除く。